# I’ll Be Home for Christmas
«I’ll Be Home for Christmas» (с англ. — «Я буду дома к Рождеству») — рождественская песня, написанная авторами текстов Ким Гэннон и Баком Рэмом и композитором Уолтером Кентом и записанная в 1943 году Бингом Кросби, версия которого попала в десятку лучших хитов.
Песня поётся от лица солдата, дислоцированного за границей во время Второй мировой войны, который пишет письмо своей семье. В послании он сообщает, что скоро вернётся домой, и просит подготовить для него праздник, а также просит снега, омелу и положить под ёлку подарки. Песня заканчивается на меланхолической ноте, когда солдат говорит: «Я буду дома на Рождество, хотя бы в своих мечтах».
Песня получила большую популярность среди американцев в разгар Второй мировой войны, как солдат, так и гражданских лиц. «I’ll Be Home for Christmas» стала самой востребованной песней на рождественских концертах в Штатах. Министерство обороны США также опубликовало V-Disc с исполнением Кросби на радиопрограмме «Kraft Music Hall» от 7 декабря 1944 года. Тем не менее, несмотря на популярность песни среди американцев на фронте и дома, в Великобритании Би-би-си запретила трансляцию этой песни, поскольку руководство корпорации посчитало, что текст может снизить моральный дух британских военнослужащих.
Впоследствии песню неоднократно перепевали другие исполнители и она стала рождественским стандартом.

## Кавер-версия Carpenters

### Трек-лист
1. I'll Be Home for Christmas (с Али Брустофски и Даниэль Лоу) — 3:25